# Желдикара
Желдикара (каз. Желдіқара) — село в Кербулакском районе Жетысуской области Казахстана. Входит в состав Кызылжарского сельского округа. Код КАТО — 194653300.

## Население
В 1999 году население села составляло 120 человек (68 мужчин и 52 женщины). По данным переписи 2009 года, в селе проживало 126 человек (63 мужчины и 63 женщины).